# 金善京
金善京（韓語：김선경，2006年01月07日—），韓國女演員。

## 演出作品

### 劇集
| 年份 | 播放平台   | 劇名             | 角色             | 備註  |
| 2024 | tvN        | 《背著善宰跑》   | 善宰的粉絲       |       |
| 2025 | U+Mobiletv | 《初戀》         | 李智允           | 主演  |
| 2025 | MBC        | 《走到月亮為止》 | 花式滑冰國家代表 | [ 2 ] |

## 外部連結
- 官方网站
- 金善京在NAVER上的资料
- 金善京在Daum上的资料
- 金善京在HanCinema的頁面（英文）